# Nagua Alba
Nayua Miriam Alba Goveli (Madrid, 16 de marzo de 1990), conocida como Nagua Alba, es una psicóloga y política española, actual directora del gabinete del ministro de Derechos Sociales, Pablo Bustinduy. 
En 2015, fue elegida diputada en el Congreso de los Diputados por Guipúzcoa dentro de las listas de Unidas Podemos, siendo reelegida en 2016. Fue secretaria general de Podemos Euskadi después de ganar las primarias en 2016, manteniendo su cargo hasta su dimisión en 2017.

## Biografía
Nacida en Madrid, es hija de la escritora y guionista Isabel Alba Rico y del empresario hispano-egipcio Amuda Goueli. Es sobrina del filósofo Santiago Alba Rico, nieta de la cineasta Lolo Rico y tataranieta del ministro de Marina, de Instrucción Pública y Bellas Artes, de Gobernación, de Hacienda y de Estado durante el reinado de Alfonso XIII y posteriormente presidente de las Cortes republicanas Santiago Alba Bonifaz.
Es licenciada en Psicología por la Universidad del País Vasco con un máster en Psicología de la Educación por la Universidad Autónoma de Madrid. También ha cursado estudios superiores en la Universidad de Viena. Habla español, euskera, inglés, alemán e italiano.
Inició su carrera profesional trabajando en colectivos en riesgo de exclusión, especialmente con niños, además de en intervención familiar y formación audiovisual crítica a niños, adolescentes y personas con discapacidad.
Fue activista de Juventud sin futuro luchando contra la precariedad económica y social de la juventud española y del movimiento 15M.

### Trayectoria política e institucional
Forma parte de Podemos desde sus inicios en 2014 y es miembro de su Consejo Ciudadano Estatal, donde ha sido responsable de Coordinación de Redes Territoriales (Redes Sociales del partido), siendo una de los pocas militantes del País Vasco con peso en la dirección nacional.
Se presentó a las elecciones generales de 2015 con Podemos encabezando la lista por Guipúzcoa obteniendo el acta de diputada. Se convirtió en la segunda diputada más joven de la xi legislatura. En el Congreso de Diputados es vocal de la Comisión de Educación y Deporte, la Comisión de Igualdad y Portavoz de la Comisión para las Políticas Integrales de la Discapacidad.
En marzo de 2016 fue elegida secretaria general de Podemos en el País Vasco. Su candidatura como cabeza de la lista «Aurrera Begira» ganó las primarias con 1076 votos, el 36,67% de los 3023 votos emitidos, de un censo de 14 865 inscritos, por delante de Pilar Garrido de «Kaliangora», agrupación en torno a Roberto Uriarte, que dimitió en noviembre de 2015 por discrepancias con la dirección nacional, que logró 943 votos (32,21%). En tercer lugar se situó Neskutz Rodríguez, de los «anticapitalistas Zureki», con 707 votos (24,1%). Tras la victoria «Kaliangora» remitió un comunicado anunciando que reclamaría una auditoría externa contra el voto telemático que, consideran, no garantiza la transparencia del proceso. La auditoría reflejó, sin embargo, que no hubo irregularidades en la elección de Nagua Alba.
Alba y su candidatura contaban con el aval del Secretario Político de Podemos Íñigo Errejón.